# Андерс Бастијансен
Андерс Бастијансен (норв. Anders Bastiansen — Осло, 31. октобар 1980) професионални је норвешки хокејаш на леду који игра на позицијама централног нападача.
Члан је сениорске репрезентације Норвешке за коју је на међународној сцени дебитовао на светском првенству прве дивизије 2005. године. У два наврата учествовао је на олимпијским играма као члан норвешког олимпијског тима, на ЗОИ 2010. у Ванкуверу и ЗОИ 2014. у Сочију. У дресу Норвешке одиграо је преко 80 утакмица на светским првенствима.
У досадашњој клупској каријери освојио је две титуле првака Шведске са Ферјестадом, те једну титулу првака Норвешке са Фриск Аскером.